# Илиев, Атанас
Анана́с Или́ев (1 декабря 1883, Стара-Загора — 5 февраля 1985) — болгарский философ и психолог.

## Биография
Изучал философию в России, Швейцарии и Франции. В 1918 году завершил образование в Софийском университете. Специализировался по психологии в Вене. В 1925—1927 годах член литературного кружка «Стрелец». Сотрудничал с издательством «Натурфилософская библиотека» и журналами «Болгарская мысль» и «Златорог». С 1937 года преподавал в Софийском университете. В 1944—1962 профессор этики и эстетики в этом же университете.
А. Илиев пытался соединить взгляды У. Джеймса на религию, принцип развития А. Бергсона, ремкеанство и фрейдистскую концепцию бессознательного. Значительное влияние на его взгляды оказал также прагматизм.

## Сочинения
- Роль противоречия в философии Анри Бергсона, Пловдив, 1921.- 47 с.
- Интуитивная философия как новая форма интеллектуализма. С. Загора, 1922.- 35 с.
- Психоанализ, пансексуализм и искусство. Эстетика и психанализ.1926.
- Душа и религиозное сознание. София, 1928
- Современная философия и история философии. София, 1936.
- Этика. Ч. 1-2. София, 1950—1954, 247 с.; 188 с.
- Философия Бенедето Кроче. «Год. Соф.унив. Филос.-ист. факультет», 65.1973.- С.175-219.